# Эугейн ап Думнагуал
Эугейн (валл. Owen) (740—780) — предположительно правитель Альт Клуита, позже известного как Стратклайд, примерно в конце восьмого века. Информация о нём известна только из Харлеанской генеалогии, в которой указано, что он сын Думнагуала Альт Клуитского, но нет достоверных данных о том, правил ли он королевством самостоятельно. Его преемником стал сын Ридерх.